# قائمة حكام مصر الإسلامية
حكام مصر العربية (640–1250) ومصر المملوكية (1250–1517)، لفترات أخرى، انظر قائمة حكام مصر.

## الخلافة الراشدة (640–661)
| م | الوالي            | الوالي      | يبدأ      | نهاية     | فترة     | الخليفة                      | المصير                                                                                         |
| - | ----------------- | ----------- | --------- | --------- | -------- | ---------------------------- | ---------------------------------------------------------------------------------------------- |
| 1 | عمرو بن العاص     | لا توجد صور | 640       | 646       | 6 سنوات  | عمر وعثمان                   | "فتح مصر" منعزل لعثمان بن عفان                                                                 |
| 2 | عبد الله بن سعد   | لا توجد صور | 646       | 656       | 10 سنوات | عثمان                        | سقط على يد محمد بن أبي حذيفة                                                                   |
| 3 | محمد بن أبي حذيفة | لا توجد صور | 656       | 657       | 1 سنة    | عثمان وعلي                   | قتل                                                                                            |
| 4 | قيس بن سعد        | لا توجد صور | 657       | 657       | 6 اشهر   | علي                          | منعزل                                                                                          |
| 5 | مالك الأشتر       | لا توجد صور | 657       | 657       | يوم 1    | علي                          | توفي قبل الوصول إلى الفسطاط                                                                    |
| 6 | محمد بن أبي بكر   | لا توجد صور | 658       | 658       | 5 شهور   | علي                          | قتل                                                                                            |
| - | عمرو بن العاص     | لا توجد صور | يوليو 658 | يناير 664 | 6 سنوات  | لا شيء (انظر الفتنة الأولى ) | سيطر على مصر بعد وفاة والي الخليفة الحالي محمد بن أبي بكر أثناء الفتنة الأولى ، وتوفي في منصبه |

## الخلافة الأموية (661–750)
التواريخ مأخوذة من كتاب جون ستيوارت الدول والحكام الأفريقيين (2005).
| م  | الوالي                                   | البداية       | النهاية       | الخليفة                                                                                   | تعليقات |
| -- | ---------------------------------------- | ------------- | ------------- | ----------------------------------------------------------------------------------------- | --- |
| 1  | عمرو بن العاص                            | 661           | يناير 664     | معاوية بن ابي سفيان تدبير عمرو                                                            | بموجب اتفاقه مع معاوية ، تم تنصيب عمرو واليا على مصر مدى الحياة وحكم كشريك افتراضي وليس تابعا لمعاوية، الذي أصبح خليفة بعد اغتيال علي وتنازل ابنه الحسن في عام 1939. 661. توفي وهو في منصبه |
| 2  | عبد الله بن عمرو                         | يناير 664     | فبراير 664    | معاوية ابن أبي سفيان                                                                      | استقال |
| 3  | عتبة بن أبي سفيان                        | فبراير 664    | 665           | معاوية ابن أبي سفيان                                                                      | أخ معاوية مات |
| 4  | عقبة بن عامر                             | 665           | 20 مايو 667   | معاوية ابن أبي سفيان                                                                      | استقال |
| 5  | مسلمة بن مخلد الأنصاري                   | 20 مايو667    | 9 أبريل 682   | معاوية بن يزيد الأول                                                                      | قيادي أموي توفي في منصبه |
| 6  | محمد بن مسلمة                            | 9 أبريل 682   | 14 مايو 682   | يزيد بن معاوية بن أبي سفيان                                                               | - |
| 7  | سعيد بن يزيد بن علقمة الأزدي             | 14 مايو 682   | أبريل 684     | يزيد بن معاوية بن ابي سفيان معاوية بن يزيد بن معاوية                                      | تم عزله |
| 8  | عبدالرحمن بن عتبة الفهري                 | أبريل 684     | 11 فبراير 685 | معاوية بن يزيد عبدالملك بن مروان                                                          | عينه ابن الزبير |
| 9  | عبدالعزيز بن مروان ابن الحكم             | 11 فبراير 685 | 1 يوليو 703   | عبدالملك بن مروان                                                                         | توفي في منصبه |
| 10 | عبدالله بن عبدالملك بن مروان             | 1 يوليو 703   | 30 يناير 709  | عبدالملك بن مروان الوليد بن عبدالملك                                                      | تم عزله |
| 11 | قرة بن شريك العبسي                       | 30 يناير 709  | 14 نوفمبر 714 | الوليد بن عبدالملك                                                                        | توفي في منصبه |
| 12 | عبدالملك بن رفاعة الفهمي                 | 14 نوفمبر 714 | نوفمبر717     | الويد بن عبدالملك سليمان بن عبدالملك عمر بن عبدالعزيز                                     | تم عزله |
| 13 | أيوب بن شرحبيل                           | نوفمبر 717    | 1 أبريل 720   | عمر بن عبدالعزيز يزيد بن عبدالملك                                                         | - |
| 14 | بشر بن صفوان الكلبي                      | 1 إبريل 720   | مايو 721      | يزيد بن عبدالملك                                                                          | اصبح والياً علي أفريقيا |
| 15 | حنظلة بن صفوان الكلبي                    | مايو 721      | 724           | يزيد بن عبدالملك هشام بن عبدالملك                                                         | تم عزله |
| 16 | محمد بن عبدالملك بن مروان                | 724           | 2 مايو 724    | هشام بن عبدالملك بن مروان                                                                 | استقال بعد ان شهد الوباء |
| 17 | الحر بن يوسف القرشي                      | 2 مايو 724    | 27 إبريل 727  | هشام بن عبدالملك بن مروان                                                                 | عزل مصر تحت حكم عبيد الله بن الحباب |
| 18 | حفص بن الوليد بن يوسف الحضرمي            | 27 إبريل 727  | 16 مايو 727   | هشام بن عبدالملك بن مروان                                                                 | عزل مصر تحت حكم عبيد الله بن الحباب |
| -  | عبدالملك بن رفاعة الفهمي (المدة الثانية) | 16 مايو 727   | 30 مايو 727   | هشام بن عبدالملك بن مروان                                                                 | توفي في منصبه مصر تحت حكم عبيد الله بن الحباب |
| 19 | الوليد بن رفاعة الفهمي                   | 30 مايو 727   | يوليو 735     | هشام بن عبدالملك بن مروان                                                                 | توفي في منصبه مصر تحت حكم عبيد الله بن الحباب |
| 20 | عبدالرحمن بن خالد الفهمي                 | يوليو 735     | 12 يناير 737  | هشام بن عبدالملك بن مروان                                                                 | تم عزله |
| -  | حنظلة بن صفوان الكلبي (المدة الثانية)    | 12 يناير 737  | 2 يوليو 742   | هشام بن عبدالملك بن مروان                                                                 | أصبح والي أفريقيا |
| 21 | حفص بن الوليد الحضرمي                    | 2 يوليو 742   | 21 مارس 745   | هشام بن عبدالملك الوليد بن يزيد يزيد ابن الوليد ابراهيم بن الوليد مروان ابن محمد بن مروان | استقال |
| 22 | حسن بن عطايه                             | 21 مارس 745   | 7 إبريل 745   | مروان بن محمد بن مروان بن الحكم(مروان الثاني)                                             | هرب بعد معارضة الحفصية |
| -  | حفص بن الوليد الحضرمي (الفترة الثانية)   | 7 إبريل 745   | 4 أكتوبر 745  | مروان بن محمد بن مروان بن الحكم(مروان الثاني)                                             | نصبته الحفصية واستسلم للخليفة دون قتال |
| 23 | حوثرة بن سهيل الباهلي                    | 4 أكتوبر 745  | 19 مارس 749   | مروان بن محمد بن مروان بن الحكم(مروان الثاني)                                             | تم عزله |
| 24 | المغيرة بن عبيد الله الفزاري             | 19 مارس 749   | مارس 750      | مروان بن محمد بن مروان بن الحكم(مروان الثاني)                                             | مات |
| 25 | عبدالملك بن مروان بن موسي بن نصير        | مارس 750      | 9 أغسطس 750   | مروان بن محمد بن مروان بن الحكم(مروان الثاني)                                             | خلعه العباسيون |

## الخلافة العباسية (750–969)

### الولاة في العصر العباسي الأول (750–868)
التواريخ مأخوذة من كتاب جون ستيوارت الدول والحكام الأفريقيين (2005).
| م  | الوالي                                                                              | البداية       | النهاية       | الخليفة                                                 | مصيرة                                      |
| -- | ----------------------------------------------------------------------------------- | ------------- | ------------- | ------------------------------------------------------- | ------------------------------------------ |
| 1  | صالح بن علي بن عبد الله بن العباس                                                   | 9 أغسطس 750   | 2 أبريل 751   | أبو العباس السفاح                                       | أصبح والي فلسطين                           |
| 2  | أبو عون عبد الملك بن يزيد                                                           | 2 أبريل 751   | 27 أكتوبر 753 | أبو العباس السفاح                                       | هرب بعد الوباء                             |
| -  | صالح بن علي بن عبد الله بن العباس (الفترة الثانية)                                  | 27 أكتوبر 753 | 21 فبراير 755 | أبو العباس السفاح أبو جعفر المنصور                      | تم عزله                                    |
| -  | أبو عون عبد الملك بن يزيد (المدة الثانية)                                           | 21 فبراير 755 | 26 أغسطس 758  | أبو جعفر المنصور أبو عبدالله محمد المهدي                | تم عزله                                    |
| 3  | موسى بن كعب التميمي                                                                 | 26 أغسطس 758  | 28 أبريل 759  | أبو عبدالله محمد المهدي                                 | مات                                        |
| 4  | محمد بن الأشعث الخزاعي                                                              | 28 أبريل 759  | 18 ديسمبر 760 | أبو عبدالله محمد المهدي                                 | تم عزله                                    |
| 5  | حميد بن قحطبة                                                                       | 18 ديسمبر 760 | 14 فبراير 762 | أبو عبدالله محمد المهدي                                 | تم عزله                                    |
| 6  | يزيد بن حاتم المهلبي                                                                | 14 فبراير 762 | 30 أبريل 769  | أبو عبدالله محمد المهدي                                 | تم عزله                                    |
| 7  | عبد الله بن عبد الرحمن بن معاوية بن حديج التجيبي                                    | 30 أبريل 769  | فبراير 772    | أبو عبدالله محمد المهدي                                 | مات                                        |
| 8  | محمد بن عبد الرحمن بن معاوية بن حديج التجيبي                                        | فبراير 772    | 18 سبتمبر 772 | أبو عبدالله محمد المهدي                                 | مات                                        |
| 9  | موسى بن علي بن رباح اللخمي                                                          | 18 سبتمبر 772 | 14 سبتمبر 778 | أبو عبدالله محمد المهدي                                 | تم عزله                                    |
| 10 | عيسى بن لقمان الجمحي                                                                | 14 سبتمبر 778 | 18 مارس 779   | أبو عبدالله محمد المهدي                                 | تم عزله                                    |
| 11 | وديع المسكين                                                                        | 18 مارس 779   | 1 يونيو 779   | أبو عبدالله محمد المهدي                                 | تم عزله                                    |
| 12 | منصور بن يزيد بن منصور                                                              | 1 يونيو 779   | أغسطس 779     | أبو عبدالله محمد المهدي                                 | تم عزله                                    |
| 13 | يحيى بن سعيد الحرشي                                                                 | أغسطس 779     | 15 سبتمبر 780 | أبو عبدالله محمد المهدي                                 | تم عزله                                    |
| 14 | سالم بن سوادة التميمي                                                               | 15 سبتمبر 780 | 6 سبتمبر 781  | أبو عبدالله محمد المهدي                                 | تم عزله                                    |
| 15 | إبراهيم بن صالح بن عبد الله بن العباس                                               | 6 سبتمبر 781  | 1 يوليو 784   | أبو عبدالله محمد المهدي                                 | تم عزله                                    |
| 16 | موسى بن مصعب الخثعمي                                                                | 1 يوليو 784   | 10 يوليو 785  | أبو عبدالله محمد المهدي                                 | قتل                                        |
| 17 | عسامة بن عمرو المعافري                                                              | 10 يوليو 785  | 11 أغسطس 785  | أبوعبدالله محمد المهدي موس ابن المهدي الملقب بالهادي    | تم عزله                                    |
| 18 | الفضل بن صالح بن علي العباسي                                                        | 11 أغسطس 785  | أبريل 786     | موس ابن المهدي الملقب بالهادي                           | تم عزله                                    |
| 19 | علي بن سليمان العباسي                                                               | أبريل 786     | 15 سبتمبر 787 | موس ابن المهدي الملقب بالهادي هارون الرشيد              | عزله الوالي العباسي الجديد                 |
| 20 | موسى بن عيسى بن موسى العباسي                                                        | 15 سبتمبر 787 | 15 فبراير 789 | هارون الرشيد                                            | تم عزله                                    |
| 21 | مسلمة بن يحيى البجلي                                                                | 15 فبراير 789 | 28 ديسمبر 789 | هارون الرشيد                                            | تم عزله                                    |
| 22 | محمد بن زهير الأزدي                                                                 | 28 ديسمبر 789 | 2 يونيو 790   | هارون الرشيد                                            | تم عزله                                    |
| 23 | داود بن يزيد بن حاتم المهلبي                                                        | 2 يونيو 790   | 15 يونيو 791  | هارون الرشيد                                            | تم عزله                                    |
| -  | موسى بن عيسى بن موسى العباسي (الفترة الثانية)                                       | 15 يونيو 791  | يونيو 792     | هارون الرشيد                                            | تم عزله                                    |
| 24 | إبراهيم بن صالح بن عبد الله بن العباس                                               | يونيو 792     | 1 يناير 793   | هارون الرشيد                                            | مات                                        |
| 25 | عبد الله بن المسيب بن زهير الضبي                                                    | 1 يناير 793   | 12 أكتوبر 793 | هارون الرشيد                                            | تم عزله                                    |
| 26 | إسحاق بن سليمان                                                                     | 12 أكتوبر 793 | 1 نوفمبر 794  | هارون الرشيد                                            | تم عزله                                    |
| 27 | هرثمة بن أعين                                                                       | 1 نوفمبر 794  | 9 يناير 795   | هارون الرشيد                                            | أصبح واليا لإفريقية                        |
| 28 | عبد الملك بن صالح                                                                   | 9 يناير 795   | 27 مارس 796   | هارون الرشيد                                            | تم عزله                                    |
| -  | عبد الله بن المسيب بن زهير الضبي (فترة ثانية) (نائب عبد الملك بن صالح)[بحاجة لمصدر] | 795           | 795           | هارون الرشيد                                            | -                                          |
| 29 | عبيد الله بن المهدي العباسي                                                         | 27 مارس 796   | 2 نوفمبر 796  | هارون الرشيد                                            | تم عزله                                    |
| -  | موسى بن عيسى بن موسى العباسي (الفترة الثالثة)                                       | 2 نوفمبر 796  | 17 أغسطس 797  | هارون الرشيد                                            | تم عزله                                    |
| -  | عبيد الله بن المهدي العباسي (الفترة الثانية)                                        | 17 أغسطس 797  | 2 نوفمبر 797  | هارون الرشيد                                            | تم عزله                                    |
| 30 | إسماعيل بن صالح بن علي العباسي                                                      | 2 نوفمبر 797  | 4 أغسطس 798   | هارون الرشيد                                            | تم عزله                                    |
| 31 | إسماعيل بن عيسى العباسي                                                             | 4 أغسطس 798   | 10 ديسمبر 798 | هارون الرشيد                                            | تم عزله                                    |
| 32 | الليث بن الفضل                                                                      | 10 ديسمبر 798 | 21 يونيو 803  | هارون الرشيد                                            | تم عزله                                    |
| 33 | أحمد بن إسماعيل بن علي بن عبد الله العباسي                                          | 21 يونيو 803  | 15 سبتمبر 805 | هارون الرشيد                                            | تم عزله                                    |
| 34 | عبد الله بن محمد العباسي                                                            | 15 سبتمبر 805 | 30 يوليو 806  | هارون الرشيد                                            | تم عزله                                    |
| 35 | الحسين بن جميل                                                                      | 30 يوليو 806  | 24 فبراير 808 | هارون الرشيد                                            | تم عزله                                    |
| 36 | مالك بن دلهم الكلبي                                                                 | 24 فبراير 808 | 25 ديسمبر 808 | هارون الرشيد                                            | تم عزله                                    |
| 37 | الحسن بن التختخ                                                                     | 25 ديسمبر 808 | 11 يوليو 810  | هارون الرشيد محمد الأمين                                | تم عزله                                    |
| 38 | حاتم بن هرثمة بن أعين                                                               | 11 يوليو 810  | 25 مارس 811   | محمد الأمين                                             | تم عزله                                    |
| 39 | جابر بن الأشعث الطائي                                                               | 25 مارس 811   | 25 مارس 812   | محمد الأمين                                             | مطرود من مصر                               |
| 40 | عباد بن محمد بن حيان                                                                | 25 مارس 812   | 13 نوفمبر 813 | محمد الأمين أبو العباس عبدالله المأمون                  | تم عزله                                    |
| 41 | المطلب بن عبد الله الخزاعي                                                          | 13 نوفمبر 813 | 21 يونيو 814  | أبو العباس عبدالله المأمون                              | تم عزله                                    |
| 42 | العباس بن موسى بن عيسى العباسي                                                      | 21 يونيو 814  | 4 سبتمبر 814  | أبو العباس عبدالله المأمون                              | -                                          |
| -  | المطلب بن عبد الله الخزاعي (المدة الثانية)                                          | 4 سبتمبر 814  | 3 أبريل 815   | أبو العباس عبدالله المأمون                              | مطرود من مصر                               |
| 43 | الساري بن الحكم                                                                     | 3 أبريل 815   | 30 سبتمبر 816 | أبو العباس عبدالله المأمون                              | وثار الجنود ضده                            |
| 44 | سليمان بن غالب بن جبريل البجلي                                                      | 30 سبتمبر 816 | 28 فبراير 817 | أبو العباس عبدالله المأمون                              | وثار الجنود ضده                            |
| -  | الساري بن الحكم (المدة الثانية)                                                     | 28 فبراير 817 | 10 ديسمبر 820 | أبو العباس عبدالله المأمون                              | -                                          |
| 45 | أبو نصر بن الساري                                                                   | 10 ديسمبر 820 | 7 يناير 822   | أبو العباس عبدالله المأمون                              | -                                          |
| 46 | خالد بن يزيد بن مزيد                                                                | 822           | 822           | أبو العباس عبدالله المأمون                              | -                                          |
| 47 | عبيد الله بن السري                                                                  | 822           | 17 أبريل 826  | أبو العباس عبدالله المأمون                              | عزل من قبل الوالي الجديد                   |
| 48 | عبد الله بن طاهر الخراساني                                                          | 17 أبريل 826  | ديسمبر 828    | أبو العباس عبدالله المأمون                              | غادر إلى العراق                            |
| ؟  | مجهول                                                                               | ديسمبر 828    | 21 يناير 829  | أبو العباس عبدالله المأمون                              | القائم بأعمال الحاكم                       |
| 49 | عيسى بن يزيد الجلودي                                                                | 21 يناير 829  | 27 يناير 829  | أبو العباس عبدالله المأمون                              | تم عزله                                    |
| 50 | عمير بن الوليد                                                                      | 27 يناير 829  | 28 أبريل 829  | أبو العباس عبدالله المأمون                              | عينه أبو إسحاق ، قُتل في تمرد مناهض للضرائب |
| ؟  | مجهول                                                                               | 28 أبريل 829  | يونيو 829     | أبو العباس عبدالله المأمون                              | القائم بأعمال الحاكم                       |
| -  | عيسى بن يزيد الجلودي (المدة الثانية)                                                | يونيو 829     | 830           | أبو العباس عبدالله المأمون                              | تم عزله                                    |
| 51 | أبو إسحاق محمد بن هارون الرشيد (الخليفة العباسي المستقبلي المعتصم )                 | 830           | 28 فبراير 830 | أبو العباس عبدالله المأمون                              | -                                          |
| 52 | عبدويه بن جبلة                                                                      | 28 فبراير 830 | 18 فبراير 831 | أبو العباس عبدالله المأمون                              | تم عزله                                    |
| 53 | عيسى بن منصور الرافعي                                                               | 18 فبراير 831 | 832           | أبو العباس عبدالله المأمون                              | تم عزله                                    |
| 54 | أبو العباس عبدالله المأمون (خليفة الخلافة العباسية )                                | 832           | مارس 832      | أبو العباس عبدالله المأمون                              | -                                          |
| 55 | كيدر نصر بن عبد الله                                                                | مارس 832      | يونيو 834     | أبو العباس عبدالله المأمون المعتصم محمد بن هارون الرشيد | مات                                        |
| 56 | مظفر بن كيدر                                                                        | يونيو 834     | 9 سبتمبر 834  | المعتصم محمد بن هارون الرشيد                            | تم عزله                                    |
| 57 | موسى بن أبي العباس                                                                  | 9 سبتمبر 834  | 12 فبراير 839 | المعتصم محمد بن هارون الرشيد                            | -                                          |
| 58 | مالك بن كيدر                                                                        | 12 فبراير 839 | 5 فبراير 841  | المعتصم محمد بن هارون الرشيد                            | تم عزله                                    |
| 59 | علي بن يحيى الأرماني                                                                | 5 فبراير 841  | 6 أكتوبر 843  | المعتصم محمد بن هارون الرشيد الواثق هارون بن محمد       | تم عزله                                    |
| 60 | عيسى بن منصور الرافعي                                                               | 6 أكتوبر 843  | ديسمبر 847    | الواثق هارون بن محمد المتوكل                            | تم عزله                                    |
| ؟  | مجهول                                                                               | ديسمبر 847    | 15 فبراير 848 | المتوكل علي الله                                        | القائم بأعمال الحاكم                       |
| 61 | هرثمة بن النضر الجبالي                                                              | 15 فبراير 848 | 3 أبريل 849   | المتوكل علي الله                                        | مات                                        |
| 62 | حاتم بن حرثمة بن النضر                                                              | 3 أبريل 849   | 3 مايو 849    | المتوكل علي الله                                        | تم عزله                                    |
| -  | علي بن يحيى الأرماني (الفترة الثانية)                                               | 3 مايو 849    | 27 مايو 850   | المتوكل علي الله                                        | تم عزله                                    |
| 63 | إسحاق بن يحيى بن معاذ                                                               | 27 مايو 850   | 27 مايو 851   | المتوكل علي الله                                        | تم عزله                                    |
| 64 | خوت عبد الواحد بن يحيى                                                              | 27 مايو 851   | 24 سبتمبر 852 | المتوكل علي الله                                        | تم عزله                                    |
| 65 | عنبسة بن إسحاق الضبي                                                                | 24 سبتمبر 852 | 22 نوفمبر 856 | المتوكل علي الله                                        | تم عزله                                    |
| 66 | يزيد بن عبد الله الحلواني                                                           | 22 نوفمبر 856 | 13 مارس 867   | المتوكل علي الله المنتصر بالله المستعين المعتز الله     | تم عزله                                    |
| 67 | مزاحم بن خاقان                                                                      | 13 مارس 867   | 7 أبريل 868   | المعتز الله                                             | مات                                        |
| 68 | أحمد بن مزاحم بن خاقان                                                              | 7 أبريل 868   | يونيو 868     | المعتز الله                                             | مات                                        |
| 69 | أزجور التركي                                                                        | يونيو 868     | 15 سبتمبر 868 | المعتز الله                                             | تم عزله                                    |

### الأمراء المستقلون من الأسرة الطولونية (868–905)
التواريخ مأخوذة من كتاب جون ستيوارت الدول والحكام الأفريقيين (2005).
| م | أمير                                | يبدأ          | نهاية         | قدر                                                                           |
| - | ----------------------------------- | ------------- | ------------- | ----------------------------------------------------------------------------- |
| 1 | أحمد بن طولون                       | 15 سبتمبر 868 | 20 مايو 884   | - الحاكم أثناء المعتز والمهتدي . أصبح مستقلاً في عهد المعتمد . - توفي في منصبه |
| 2 | أبو الجيوش خمارويه بن أحمد بن طولون | 20 مايو 884   | 18 يناير 896  | قتل                                                                           |
| 3 | جيش أبو العساكر                     | 18 يناير 896  | 26 يوليو 896  | ثم توفي المخلوع في السجن في نوفمبر 896                                        |
| 4 | هارون بن خمارويه                    | 26 يوليو 896  | 30 ديسمبر 904 | قتل                                                                           |
| 5 | شيبان بن أحمد بن طولون              | 30 ديسمبر 904 | 10 يناير 905  | استسلم للعباسيين في عهد المكتفي                                               |

### الولاة في العصر العباسي الثاني (905–935)
التواريخ مأخوذة من كتاب جون ستيوارت الدول والحكام الأفريقيين (2005).
| م  | المحافظ ( الأمير )                                                    | يبدأ          | نهاية         | الخليفة                                                       | قدر             |
| -- | --------------------------------------------------------------------- | ------------- | ------------- | ------------------------------------------------------------- | --------------- |
| 1  | عيسى النشري                                                           | أغسطس 905     | سبتمبر 905    | المكتفي                                                       | تم عزله         |
| 2  | محمد الخلنجي (المغتصب)                                                | سبتمبر 905    | مايو 906      | المكتفي                                                       | -               |
| -  | عيسى النشري (الفترة الثانية)                                          | مايو 906      | 9 مايو 910    | المكتفي المقتدر                                               | مات             |
| 3  | أبو العباس                                                            | 13 يونيو 910  | 23 يونيو 910  | المقتدر                                                       | -               |
| 4  | تكين الخاصة أبو منصور تكين بن عبد الله الحربي الخزري                  | 23 يونيو 910  | 27 أغسطس 915  | المقتدر                                                       | تم عزله         |
| 5  | دقاء الرومي                                                           | 27 أغسطس 915  | 8 أغسطس 919   | المقتدر                                                       | مات             |
| -  | تكين الخاصة أبو منصور تكين بن عبد الله الحربي الخزري (الفترة الثانية) | 8 أغسطس 919   | 22 يوليو 921  | المقتدر                                                       | تم عزله         |
| 6  | محمون بن حمل                                                          | 22 يوليو 921  | 25 يوليو 921  | المقتدر                                                       | -               |
| -  | تكين الخاصة أبو منصور تكين بن عبد الله الحربي الخزري (ولاية ثالثة)    | 25 يوليو 921  | 14 أغسطس 921  | المقتدر                                                       | تم عزله         |
| 7  | أبو الحسن هلال بن بدر                                                 | 14 أغسطس 921  | 17 أغسطس 923  | المقتدر                                                       | تم عزله         |
| 8  | أحمد بن كيغلاغ                                                        | 17 أغسطس 923  | 12 فبراير 924 | المقتدر                                                       | تم عزله         |
| -  | تكين الخاصة أبو منصور تكين بن عبد الله الحربي الخزري (ولاية رابعة)    | 12 فبراير 924 | 16 مارس 933   | المقتدر القاهر المقتدر (الفترة الثانية) القاهر (العهد الثاني) | مات             |
| 9  | محمد بن تكين                                                          | 16 مارس 933   | 30 سبتمبر 933 | القاهر                                                        | تم عزله         |
| 10 | محمد بن طغج الإخشيد (أمير مصر فيما بعد 935-946)                       | 933           | 933           | القاهر                                                        | لم يتولى منصبه. |
| -  | أحمد بن كيغلاغ (ولاية ثانية)                                          | 30 سبتمبر 933 | 934           | القاهر الراضي                                                 | تم عزله         |
| -  | محمد بن تكين (الفصل الثاني)                                           | 934           | 2 سبتمبر 935  | الراضي                                                        | -               |

### الأمراء المستقلون من الأسرة الإخشيدية (935–969)
التواريخ مأخوذة من كتاب جون ستيوارت الدول والحكام الأفريقيين (2005).
| م | الوالي                                            | الوالي | يبدأ         | نهاية         | مصير                                                                   |
| - | ------------------------------------------------- | ------ | ------------ | ------------- | ---------------------------------------------------------------------- |
| 1 | محمد بن طغج الإخشيد                               |        | 2 سبتمبر 935 | 24 يوليو 946  | - عينها الخليفة الراضي، وأصبحت مستقلة بعد وفاة الراضي. - توفي في منصبه |
| 2 | أبو القاسم أنجر بن الإخشيد                        |        | 24 يوليو 946 | 29 ديسمبر 960 | مات                                                                    |
| 3 | أبو الحسن علي بن الإخشيد                          |        | 1 يناير 961  | 7 فبراير 965  | مات                                                                    |
| 4 | أبو المسك كفور (وزير مصر من 946 إلى 8 فبراير 965) |        | 8 فبراير 965 | 23 أبريل 968  | مات                                                                    |
| 5 | أبو الفوارس أحمد بن علي                           |        | 23 أبريل 968 | 5 أغسطس 969   | خلعه الغزو الفاطمي                                                     |

## الأسرة الفاطمية (969–1171)
تواريخ الخلفاء مأخوذة من كتاب جون ستيوارت الدول والحكام الأفريقيين (2005).
| م  | الوالي | الوالي                                                  | البداية        | النهاية        | اللقب                                                 | مصيره |
| -- | ------ | ------------------------------------------------------- | -------------- | -------------- | ----------------------------------------------------- | --- |
| 1  |        | جوهر الصقيلي                                            | 5 أغسطس 969    | يونيو 973      | نائب الملك                                            | قاد الفتح الفاطمي لمصر وحكم البلاد حتى وصول الخليفة المعز من إفريقية، شيدت عاصمة جديدة في القاهرة          |
| 2  |        | المعز لدين الله                                         | يونيو 973      | 10 ديسمبر 975  | الخليفة                                               | مات |
| 3  |        | العزيز بالله                                            | 10 ديسمبر 975  | 14 أكتوبر 996  | الخليفة                                               | مات |
| 4  |        | الحاكم بأمر الله                                        | 14 أكتوبر 996  | 13 فبراير 1021 | الخليفة                                               | اختفى (اغتيل؟)                                                                                             |
| -  |        | برجوان                                                  | أكتوبر 997     | 1000 مارس      | الوصي الفعلي                                          | اغتيل |
| 5  |        | علي الظاهر                                              | 13 فبراير 1021 | 13 يونيو 1036  | الخليفة                                               | - |
| -  |        | ست الملك                                                | 13 فبراير 1021 | 5 فبراير 1023  | الوصي                                                 | مات |
| 6  |        | المستنصر بالله                                          | 13 يونيو 1036  | 29 ديسمبر 1094 | الخليفة                                               | - |
| -  |        | علي بن أحمد الجرجرائي                                   | 1036           | 27 مارس 1045   | الوزير والوصي الفعلي                                  | |
| -  |        | سيدة رصد                                                | 27 مارس 1045   | 1062           | الوصي الفعلي                                          | جردت من ممتلكاتها بعد الهزيمة على يد الأتراك                                                               |
| 7  |        | المستعلي                                                | 31 ديسمبر 1094 | 8 ديسمبر 1101  | الخليفة                                               | - |
| 8  |        | الآمير بأحكام الله                                      | 8 ديسمبر 1101  | 17 أكتوبر 1130 | الخليفة                                               | قتل |
| -  |        | الحافظ لدين الله (حكم فيما بعد كخليفة من 1132 إلى 1149) | 1130           | 1130           | الوصي                                                 | أطاح به قطيفات                                                                                             |
| -  |        | أبو علي أحمد بن الأفضل كتيفات                           | 1130           | 1131           | وزير، ديكتاتور عسكري بحكم الأمر الواقع                | قتل |
| 9  |        | الحافظ لدين الله                                        | 1131           | أكتوبر 1149    | الخليفة (رسميًا عام 1132، بحكم القانون الوصي منذ 1131) | - |
| 10 |        | الظافر بأمر الله                                        | أكتوبر 1149    | 16 أبريل 1154  | الخليفة                                               | قتل |
| 11 |        | الفايز بنصر الله                                        | 16 أبريل 1154  | 23 يوليو 1160  | الخليفة                                               | مات |
| -  |        | طلائع بن رزيك                                           | 16 أبريل 1154  | 10 سبتمبر 1161 | الوصي                                                 | اغتيل |
| 12 |        | العاضد لدين الله                                        | 23 يوليو 1160  | 10 سبتمبر 1171 | الخليفة                                               | أطاح به صلاح الدين الأيوبي (في عام 1171، ألغى السلالة الفاطمية وأعاد تنظيم ولاء البلاد للخلفاء العباسيين ) |

## السلطنة الأيوبية (1171–1252)
التواريخ مأخوذة من كتاب جون ستيوارت الدول والحكام الأفريقيين (2005).
| م | محافظ حاكم                             | محافظ حاكم  | يبدأ           | نهاية          | عنوان                   | قدر                                                                                           |
| - | -------------------------------------- | ----------- | -------------- | -------------- | ----------------------- | --------------------------------------------------------------------------------------------- |
| 1 | صلاح الدين الأيوبي                     |             | 10 سبتمبر 1171 | 4 مارس 1193    | سلطان                   | توفي في منصبه (في عام 1171، ألغى السلالة الفاطمية وأعاد تنظيم ولاء البلاد للخلفاء العباسيين ) |
| 2 | عثمان بن صلاح الدين                    | لا توجد صور | 4 مارس 1193    | 29 نوفمبر 1198 | سلطان                   | مات                                                                                           |
| 3 | المنصور ناصر الدين محمد                | لا توجد صور | 29 نوفمبر 1198 | فبراير 1200    | سلطان                   | المخلوع                                                                                       |
| 4 | العادل سيف الدين أحمد                  |             | فبراير 1200    | 31 أغسطس 1218  | سلطان                   | مات                                                                                           |
| 5 | الكامل ناصر الدين محمد                 |             | 2 سبتمبر 1218  | 8 مارس 1238    | سلطان                   | مات                                                                                           |
| 6 | العادل الثاني العادل أبو بكر بن الكامل | لا توجد صور | 8 مارس 1238    | 31 مايو 1240   | سلطان                   | خلعه أخوه وخليفته صالح                                                                        |
| 7 | الصالح أيوب                            | لا توجد صور | 1 يونيو 1240   | 21 نوفمبر 1249 | سلطان                   | مات                                                                                           |
| - | شجر الدر                               |             | 21 نوفمبر 1249 | 27 فبراير 1250 | ريجنت                   | تنازل                                                                                         |
| 8 | تورانشاه                               |             | 27 فبراير 1250 | 2 مايو 1250    | سلطان                   | اغتيل على يد المماليك                                                                         |
| 9 | الأشرف الثاني موسى                     | لا توجد صور | 1250           | 1254           | السلطان المشارك مع أيبك | المخلوع / الحضانة                                                                             |

## سلطنة المماليك (1250–1517)

### المماليك البحريون(1250-1382، 1389-1390)
التواريخ مأخوذة من كتاب جون ستيوارت الدول والحكام الأفريقيين (2005)، ما لم ينص على خلاف ذلك.
| م                                                | الوالي                                              | الصورة | البداية        | النهاية        | اللقب | مصيره                 |
| ------------------------------------------------ | --------------------------------------------------- | ------ | -------------- | -------------- | ----- | --------------------- |
| 1                                                | شجر الدر                                            |        | 2 مايو 1250    | 31 يوليو 1250  | سلطان | تنازل عن أيباك        |
| 2                                                | عز الدين أيبك                                       |        | 31 يوليو 1250  | 10 إبريل 1257  | سلطان | اغتيل على يد شجر الدر |
| 3                                                | المنصور نور الدين علي                               |        | 15 إبريل 1257  | نوفمبر 1259    | سلطان | خلعه سيف الدين        |
| 4                                                | المظفر سيف الدين قطز                                |        | نوفمبر 1259    | 24 أكتوبر 1260 | سلطان | اغتيل على يد بيبرس    |
| 5                                                | الظاهر ركن الدين بيبرس البندقداري                   |        | 24 أكتوبر 1260 | 1 يوليو 1277   | سلطان | مات                   |
| 6                                                | السيد ناصر الدين بركة                               |        | 3 يوليو 1277   | أغسطس 1279     | سلطان | استقال                |
| 7                                                | العادل بدر الدين سلاميش                             |        | أغسطس 1279     | نوفمبر 1279    | سلطان | مخلوع                 |
| 8                                                | المنصور سيف الدين قلاوون                            |        | نوفمبر 1279    | 10 نوفمبر 1290 | سلطان | مات                   |
| 9                                                | الأشرف صلاح الدين خليل                              |        | 12 نوفمبر 1290 | 12 ديسمبر 1293 | سلطان | مات                   |
| 10                                               | الناصر ناصر الدين محمد بن قلاوون (العهد الأول)      |        | 14 ديسمبر 1293 | ديسمبر 1294    | سلطان | مخلوع                 |
| 11                                               | العادل زين الدين كتبغا                              |        | ديسمبر 1294    | 7 ديسمبر 1296  | سلطان | هرب                   |
| 12                                               | المنصور حسام الدين لاجين                            |        | 7 ديسمبر 1296  | 16 يناير 1299  | سلطان | اغتيل                 |
| -                                                | الناصر ناصر الدين محمد بن قلاوون (الفترة الثانية)   |        | 16 يناير 1299  | مارس 1309      | سلطان | استقال                |
| 13                                               | المظفر ركن الدين بيبرس الجاشنكير                    |        | إبريل 1309     | 5 مارس 1310    | سلطان | أعدم                  |
| -                                                | الناصر ناصر الدين محمد بن قلاوون (العهد الثالث)     |        | 5 مارس 1310    | 6 يونيو 1341   | سلطان | مات                   |
| 14                                               | المنصور سيف الدين أبو بكر                           |        | 8 يونيو 1341   | أغسطس 1341     | سلطان | مخلوع                 |
| 15                                               | الأشرف علاء الدين كجوك                              |        | أغسطس 1341     | 21 يناير 1342  | سلطان | مخلوع                 |
| 16                                               | الناصر شهاب الدين أحمد                              |        | 21 يناير 1342  | 27 يونيو 1342  | سلطان | مخلوع                 |
| 17                                               | الصالح عماد الدين أبو إسماعيل                       |        | 27 يونيو 1342  | 3 أغسطس 1345   | سلطان | مات                   |
| 18                                               | الكامل سيف الدين شعبان                              |        | 3 أغسطس 1345   | 18 سبتمبر 1346 | سلطان | قتل                   |
| 19                                               | المظفر زين الدين حاجي                               |        | 18 سبتمبر 1346 | 10 ديسمبر 1347 | سلطان | قتل                   |
| 20                                               | الناصر بدر الدين أبو المعالي الحسن (العهد الأول)    |        | ديسمبر 1347    | 24 أغسطس 1351  | سلطان | مخلوع                 |
| 21                                               | الصالح صلاح الدين بن محمد                           |        | 21 أغسطس 1351  | 20 أكتوبر 1354 | سلطان | كفالة                 |
| -                                                | الناصر بدر الدين أبو المعالي الحسن (الفترة الثانية) |        | 20 أكتوبر 1354 | 16 مارس 1361   | سلطان | اختفى / ربما. قتل     |
| 22                                               | المنصور صلاح الدين محمد بن حاجي                     |        | 17 مارس 1361   | 28 مايو 1363   | سلطان | تم خلعه بسبب الجنون   |
| 23                                               | الأشرف شعبان                                        |        | 29 مايو 1363   | 15 مارس 1377   | سلطان | أعدم                  |
| 24                                               | المنصور علاء الدين علي بن الأشرف شعبان              |        | 15 مارس 1377   | 19 مايو 1381   | سلطان | مات في الوباء         |
| 25                                               | الصالح حاجي (العهد الأول)                           |        | 19 مايو 1381   | 26 نوفمبر 1382 | سلطان | استقال                |
| حكم البرجي المملوكي أو مماليك الشركس (1382-1389) |                                                     |        |                |                |       |                       |
| -                                                | الصالح حاجي (الفترة الثانية)                        |        | 1 يونيو 1389   | يناير 1390     | سلطان | استقال                |

### المماليك الشركس أو المماليك البرجية (1382-1389، 1390-1517)
| م                                | الوالي                                        | الصورة | البداية        | النهاية        | اللقب   | مصيرة                             |
| -------------------------------- | --------------------------------------------- | ------ | -------------- | -------------- | ------- | --------------------------------- |
| 1                                | الملك الظاهر سيف الدين برقوق                  |        | 26 نوفمبر 1382 | 1 يونيو 1389   | سلطان   | تم القبض عليه وإرساله إلى الكرك   |
| حكم المماليك البحرية (1389-1390) |                                               |        |                |                |         |                                   |
| -                                | الملك الظاهر سيف الدين برقوق (الفترة الثانية) |        | 21 يناير 1390  | 20 يونيو 1399  | سلطان   | مات                               |
| 2                                | فرج بن برقوق (الحكم الأول)                    |        | 20 يونيو 1399  | 20 سبتمبر 1405 | سلطان   | هرب                               |
| 3                                | المنصور عبد العزيز بن برقوق                   |        | 20 سبتمبر 1405 | نوفمبر 1405    | سلطان   | توفي في الحجز                     |
| -                                | فرج بن برقوق (الحكم الثاني)                   |        | نوفمبر 1405    | 23 مايو 1412   | سلطان   | مخلوع / مقتول                     |
| 4                                | أبو الفضل العباس المستعين بالله               |        | 23 مايو 1412   | 6 نوفمبر 1412  | الخليفة | المخلوع                           |
| 5                                | المؤيد أبو النصر شيخ المحمودي                 |        | 6 نوفمبر 1412  | 13 يناير 1421  | سلطان   | مات                               |
| 6                                | المظفر أبو السعدات أحمد                       |        | 13 يناير 1421  | 29 أغسطس 1421  | سلطان   | مخلوع                             |
| 7                                | الظاهر سيف الدين ططر                          |        | 29 أغسطس 1421  | 30 نوفمبر 1421 | سلطان   | مات                               |
| 8                                | الصالح ناصر الدين محمد                        |        | 30 نوفمبر 1421 | 1 إبريل 1422   | سلطان   | مخلوع                             |
| 9                                | سيف الدين برسباي                              |        | 1 إبريل 1422   | 7 يونيو 1438   | سلطان   | مات                               |
| 10                               | جمال الدين أبو المحاسن يوسف                   |        | 7 يونيو 1438   | 9 سبتمبر 1438  | سلطان   | مخلوع                             |
| 11                               | سيف الدين جقمق                                |        | 9 سبتمبر 1438  | 1 فبراير 1453  | سلطان   | مخلوع                             |
| 12                               | المنصور فخر الدين عثمان                       |        | 1 فبراير 1453  | 15 مارس 1453   | سلطان   | مخلوع                             |
| 13                               | سيف الدين إينال                               |        | 15 مارس 1453   | 26 فبراير 1461 | سلطان   | استقال بسبب المرض وتوفي           |
| 14                               | المؤيد شهاب الدين أحمد                        |        | 26 فبراير 1461 | 28 يونيو 1461  | سلطان   | مخلوع                             |
| 15                               | الظاهر سيف الدين خشقدم                        |        | 28 يونيو 1461  | 9 أكتوبر 1467  | سلطان   | مات                               |
| 16                               | الظاهر سيف الدين بلباي                        |        | 9 أكتوبر 1467  | 4 ديسمبر 1467  | سلطان   | تم خلعه وتوفي في الحجز            |
| 17                               | الظاهر تمربغا الرومي                          |        | 4 ديسمبر 1467  | 31 يناير 1468  | سلطان   | مخلوع                             |
| 18                               | سيف الدين قايتباي                             |        | 31 يناير 1468  | 7 أغسطس 1496   | سلطان   | تنازل عن ابنه                     |
| 19                               | الناصر أبو السعدات محمد (العهد الأول)         |        | 7 أغسطس 1496   | 1497           | سلطان   | المخلوع                           |
| 20                               | قنصوه خماساعة [ أرز ]                         |        | 1497           | 1497           | سلطان   | هرب واختفى                        |
| -                                | الناصر أبو السعدات محمد (الفترة الثانية)      |        | 1497           | 31 أكتوبر 1498 | سلطان   | اغتيل                             |
| 21                               | الظاهر قانصوه الأشرفي                         |        | 31 أكتوبر 1498 | 30 يونيو 1500  | سلطان   | تنازل                             |
| 22                               | الأشرف جنبلاط                                 |        | 30 يونيو 1500  | 25 يناير 1501  | سلطان   | مخلوع                             |
| 23                               | العادل طومان باي                              |        | 25 يناير 1501  | 20 إبريل 1501  | سلطان   | خلع وأعدم                         |
| 24                               | الأشرف قانصوه الغوري                          |        | 20 إبريل 1501  | 24 أغسطس 1516  | سلطان   | استشهد في معركة مرج دابق          |
| 25                               | خليج طومان الثاني                             |        | 17 أكتوبر 1516 | 15 إبريل 1517  | سلطان   | نفذها السلطان العثماني سليم الأول |